# Lotharings district
Het Lotharings district is een Plantengeografisch District volgens de Belgische indeling.
Dit district ligt ten zuiden van de eigenlijke Ardennen (het Ardens district) en omvat ruwweg het zuidelijk deel van de provincie Luxemburg, waar de noordgrens ruwweg overeenkomt met de loop van de Semois, en het zuidelijk deel van het Groothertogdom Luxemburg, waar de noordgrens zich iets ten noorden van de Sûre bevindt. Naar het zuiden toe loopt het door tot diep in Frankrijk, waar het min of meer samenvalt met de historische streek Lotharingen. In het westen wordt het district begrensd door de Argonne en de Vallage en in het oosten door de Vogezen.
Hier dagzomen afzettingen uit het Trias, de Jura, en het Onderkrijt.